# سيفين كورنيرس (فرجينيا)
سيفين كورنيرس (بالإنجليزية: Seven Corners CDP, Virginia)‏ هي منطقة سكنية تقع بولاية فرجينيا في الولايات المتحدة. تبلغ مساحتها 1.8 كم2، وترتفع عن سطح البحر 117 م، بلغ عدد سكانها 9,255 نسمة في عام 2010 حسب إحصاء مكتب تعداد الولايات المتحدة وتصل الكثافة السكانية فيها 5,141.7 نسمة لكل كيلومتر مربع (13,316.9/ميل2).

## التركيبة السكانية
حدّد مكتب تعداد الولايات المتحدة بيانات التركيبة السكانية لسيفين كورنيرس في تعداد الولايات المتحدة. في ما يلي، التركيبة السكانية حسب تعدادي 2000 و2010.

### تعداد عام 2000
بلغ عدد سكان سيفين كورنيرس 8,701 نسمة بحسب تعداد عام 2000، وبلغ عدد الأسر 3,304 أسرة وعدد العائلات 1,894 عائلة مقيمة في المنطقة السكنية. في حين سجلت الكثافة السكانية 4,833.9 نسمة لكل كيلومتر مربع (12,519.7/ميل2). وبلغ عدد الوحدات السكنية 3,378 وحدة بمتوسط كثافة قدره 1,876.7 لكل كيلومتر مربع (4,860.6/ميل2).
وتوزع التركيب العرقي للمنطقة السكنية بنسبة 49.10% من البيض و6.68% من الأمريكيين الأفارقة و0.28% من الأمريكيين الأصليين و20.54% من الأمريكيين ذوي الأصول الآسيوية و0.07% من سكان جزر المحيط الهادئ و16.17% من الأعراق الأخرى و7.17% من عرقين مختلطين أو أكثر و40.60% من الهسبانيون أو اللاتينيون من أي عرق.
بلغ عدد الأسر 3,304 أسرة كانت نسبة 32% منها لديها أطفال تحت سن الثامنة عشر تعيش معهم، وبلغت نسبة الأزواج القاطنين مع بعضهم البعض 39.9% من أصل المجموع الكلي للأسر، ونسبة 10.8% من الأسر كان لديها معيلات من الإناث دون وجود شريك، بينما كانت نسبة 6.6% من الأسر لديها معيلون من الذكور دون وجود شريكة وكانت نسبة 42.7% من غير العائلات. تألفت نسبة 33.7% من أصل جميع الأسر من عدة أفراد يعيشون في نفس المنزل ونسبة 5.5% كانت تتألف من شخص يعيش بمفرده يبلغ من العمر 65 عاماً أو أكثر. وبلغ متوسط حجم الأسرة المعيشية 2.62، أما متوسط حجم العائلات فبلغ 3.30.
بلغ العمر الوسطي للسكان 32.3 عاماً. وكانت نسبة 20.8% من القاطنين تحت سن الثامنة عشر، وكانت نسبة 11.5% بين الثامنة عشر والرابعة والعشرين عاماً، ونسبة 41.4% كانت واقعةً في الفئة العمرية ما بين الخامسة والعشرين والرابعة والأربعين عاماً، ونسبة 19.5% كانت ما بين الخامسة والأربعين والرابعة والستين، ونسبة 6.2% كانت ضمن فئة الخامسة والستين عاماً فما فوق. يوجد لكل 100 أنثى 108.5 ذكر، ويوجد لكل 100 أنثى في الثامنة عشر من عمرها فما فوق 109.3 ذكر.
بلغ متوسط دخل الأسرة في المنطقة السكنية 44,579 دولارًا، أما متوسط دخل العائلة فبلغ 43,211 دولارًا. وكان متوسط دخل الذكور 31,444 دولارًا مقابل 30,743 دولارًا للإناث. وسجل دخل الفرد الخاص بالمنطقة السكنية 20,475 دولارًا. وكانت نسبة 15.9% من العائلات ونسبة 18.7% من السكان تحت خط الفقر، وكان من هؤلاء نسبة 27.6% تحت سن الثامنة عشر ونسبة 17.6% في الخامسة والستين من العمر وما فوق.

### تعداد عام 2010
بلغ عدد سكان سيفين كورنيرس 9,255 نسمة بحسب تعداد عام 2010، وبلغ عدد الأسر 3,613 أسرة وعدد العائلات 1,981 عائلة مقيمة في المنطقة السكنية. في حين سجلت الكثافة السكانية 5,141.7 نسمة لكل كيلومتر مربع (13,316.9/ميل2). وبلغ عدد الوحدات السكنية 3,767 وحدة بمتوسط كثافة قدره 2,092.8 لكل كيلومتر مربع (5,420.3/ميل2).
وتوزع التركيب العرقي للمنطقة السكنية بنسبة 44.40% من البيض و7.17% من الأمريكيين الأفارقة و0.92% من الأمريكيين الأصليين و19.90% من الأمريكيين ذوي الأصول الآسيوية و0.13% من سكان جزر المحيط الهادئ و21.42% من الأعراق الأخرى و6.06% من عرقين مختلطين أو أكثر و44.26% من الهسبانيون أو اللاتينيون من أي عرق.
بلغ عدد الأسر 3,613 أسرة كانت نسبة 30.1% منها لديها أطفال تحت سن الثامنة عشر تعيش معهم، وبلغت نسبة الأزواج القاطنين مع بعضهم البعض 36.8% من أصل المجموع الكلي للأسر، ونسبة 11.1% من الأسر كان لديها معيلات من الإناث دون وجود شريك، بينما كانت نسبة 6.9% من الأسر لديها معيلون من الذكور دون وجود شريكة وكانت نسبة 45.2% من غير العائلات. تألفت نسبة 35.5% من أصل جميع الأسر من عدة أفراد يعيشون في نفس المنزل ونسبة 10.2% كانت تتألف من شخص يعيش بمفرده يبلغ من العمر 65 عاماً أو أكثر. وبلغ متوسط حجم الأسرة المعيشية 2.55، أما متوسط حجم العائلات فبلغ 3.22.
بلغ العمر الوسطي للسكان 34.1 عاماً. وكانت نسبة 20.9% من القاطنين تحت سن الثامنة عشر، وكانت نسبة 9.3% بين الثامنة عشر والرابعة والعشرين عاماً، ونسبة 37.4% كانت واقعةً في الفئة العمرية ما بين الخامسة والعشرين والرابعة والأربعين عاماً، ونسبة 22.6% كانت ما بين الخامسة والأربعين والرابعة والستين، ونسبة 9.8% كانت ضمن فئة الخامسة والستين عاماً فما فوق. وتوزع التركيب الجنسي للسكان بنسبة 52.2% ذكور و47.8% إناث.